# Microspizias superciliosus
El azor de ceño amarillo (Microspizias superciliosus), también conocido como  gavilancito americano, azor menor americano, azor diminuto o azor de ceja amarilla,  es una pequeña ave rapaz tropical americana. Se halla desde Nicaragua hasta el noroeste de América del Sur. 
Miden entre 28 y 32 cm, siendo la hembra mayor que el macho. Anida en los árboles, donde ponen entre 2 y 4 huevos. Cazan pequeñas aves usando la misma técnica que los gavilanes europeos.

## Subespecies
Se conocen dos subespecies de Microspizias superciliosus:
- Microspizias superciliosus fontanieri - de Nicaragua al oeste de Colombia y Ecuador.
- Microspizias superciliosus superciliosus - Sudamérica al  este de los Andes, hasta el extremo noreste de Argentina y Brasil.